# Armée royale du Laos
L'armée royale du Laos (ou ARL) est l'armée de terre des forces armées du Royaume, pendant le royaume du Laos du 25 mars 1950 au 2 décembre 1975.
Elle opéra notamment pendant l'invasion du Laos par l'armée Nord-Vietnamienne et la guerre civile laotienne de 1960 à 1975.

## Histoire

### Armée nationale laotienne
Les premières unités laotiennes sont créées en 1941, sous les autorités coloniales du régime de Vichy au protectorat français du Laos, sous le nom de compagnies de chasseurs laotiens. Après la capitulation japonaise, les rescapés des deux compagnies sont renforcées, avec l'appui du roi Sisavang Vong et de son fils Savang Vatthana, par de nouveaux volontaires et forment, en octobre 1945, quatre bataillons de chasseurs laotiens, nombre porté à huit jusqu'en juillet 1949. Ces unités, appartenant aux troupes coloniales, ne sont pas placées sous commandement laotien mais dépendent des forces terrestres du Laos (FTL) françaises. 
L'indépendance du royaume du Laos, reconnue en juillet 1949, mène à la mise sur pied de l'Armée nationale du Laos le 25 mars 1950, en remplacement de la gendarmerie laotienne. Les compagnies d'infanterie laotienne (CIL), formées début 1950, sont regroupées en bataillons d'infanterie laotienne (BIL). Le 1er BIL est créé à Vientiane en juillet 1950 et le 2e BIL à Paksé en octobre 1950. En avril 1951, sur 4 000 hommes prévus, l'ANL en compte seulement 1 728 mais poursuit néanmoins son expansion : les 3e et 4e BIL sont créés le 22 août 1951 en réunissant plusieurs CIL. 
Le 1er janvier 1953, l'ANL compte 13 420 militaires. Le 1er juillet 1954, les 1er, 2e, 4e, 5e, 7e et 8e BCL deviennent 12e, 9e, 10e, 7e et 8e bataillons d'infanterie laotienne de l'ANL. 

### Armée royale du Laos
L'Armée royale forme en juillet 1959 les forces armées laotiennes (FAL) avec l'aviation laotienne et la marine royale laotienne (formée en 1955). Les FAL prennent le nom de forces armées royales en septembre 1961.
Elle est dissoute en 1975, lorsque le Pathet Lao prend le pouvoir au royalistes et que le Parti révolutionnaire populaire lao, issu du Parti communiste indochinois déclare la République démocratique populaire lao, le 1er décembre 1975.